# Giuseppe Giamberti
Giuseppe Giambert (Roma, 1600 - 1662) fou un polifonista i mestre de capella italià.
Giamberti va rebre la seva formació musical de Giovanni Bernardino Nanino i Paolo Agostini, com ell esmenta en la seva poesia Tietelblatt diversa. Ell va treballar inicialment com a successor de Fabio Constantini (al voltant de 1575 fins al 1644) com a mestre de capella a la catedral d'Orvieto entre 1624 i 1628, a continuació, va ocupar aquesta posició en dues esglésies a la seva ciutat natal. I més tard també aquest càrrec a Roma en l'església de Santa Maria la Major.
Es conserven de Giamberti, entre altres obres menys importants.
- Sacrae modulationis, e, 3, 4, et 5 vocibus cum Litanies, etc., (1627).
- Anthiphonae et Motteta festis omnibus propia, (1650),
- Duetti per solfeggiare, (1657).